# Juan de Yciar
Juan de Yciar o Iciar (segle xvi) fou un cal·lígraf i matemàtic actiu a Saragossa com impressor, editor i llibreter a mitjan segle xvi.

## Vida i Obra
Poc es coneix de la seva vida i el poc que es coneix és perquè ell mateix ho explica en el prefaci d'algun dels seus llibres.
Probablement per algun revés familiar es va traslladar de molt jove a Saragossa. Quan ja tenia cinquanta anys va ser ordenat sacerdot i va passar els darrers anys de la seva vida a Logronyo, on se suposa que va morir en data incerta però posterior a 1573.
Yciar és conegut sobretot pel seu llibre de cal·ligrafia, publicat per primer cop a Saragossa el 1548 amb el títol de Recopilacion subtilissima: intitulada Ortographia pratica: por la qual se enseña á escreuir perfectamente, que va ser reeditat, ampliat i modificat nombroses vegades, amb diferents títols, al llarg del segle xvi. Es tracta d'un llibre d'ensenyament en el qual s'hi poden trobar des de normes pedagògiques fins als diferents tipus de lletra, passant per les receptes per fer les tintes o les formes de tallar les plomes. L'èxit del llibre rau en el fet que la cal·ligrafia és l'expressió gràfica de l'idioma, i el idioma castellà, com havia dit Antonio de Nebrija, és sempre un instrument de l'imperi, imperi que en aquell moment es trobava en construcció per la colonització de les amèriques. Les planxes de les il·lustracions van ser fetes pel gravador lionès Juan de Vingles, qui va treballar per nombroses ciutats castellanes i catalanes durant el segle xvi. A partir de l'edició de 1564 se li va afegir un petit i senzill tractat d'aritmètica (amb prou feines completa les quatre regles) de Juan Gutiérrez de Gualda.
L'any 1549, i també a Saragossa, va publicar una aritmètica, amb finalitat pedagògica, titulada Arithmetiva practica, muy util y provechoso para toda persona que quisiere ejercitar se en aprender a contar. Tot i que aquest llibre no va tenir el mateix èxit que l'anterior, també és una mostra de les necessitats d'aprenentatge dels comerciants en una època en què el comerç començava a créixer de forma molt significativa.